# Варсонофий Тверской
Варсонофий Тверской — преподобный Русской православной церкви, игумен Саввино-Сретенского монастыря близ Твери.
О его детстве и мирской жизни сведений практически не сохранилось. Варсонофий был поставлен на игуменство в Саввин Сретенский монастырь настоятелем обители Саввой Вишерским, когда последний решил покинуть обитель с целью паломничества на Святую Гору. Варсонофий управлял монастырём около пяти лет, после чего, ища уединения, удалился в пустыню, передав игуменство своему ближайшему сподвижнику Савве, ибо был «чист он от чрева матери своей и достоин такой благодати». Савва был настоятелем монастыря следующие пол века.
В отшельничестве Варсонофий Тверской прожил около сорока лет и согласно дошедшим до наших дней словам Иосифа Волоцкого, «во все эти годы, другого дела не было у него, как молиться, петь и читать книги. Он брал книги у христолюбцев и по прочтении отдавал, потом брал в другом месте. У блаженного не было ничего, даже медной монеты, ибо любил он нищету и нестяжание. За долгое внимание к себе, безмолвие, молитвы и чтение святых книг он удостоился такой благодати, что помнил все Священное Писание наизусть и свободно передавал его всякому требующему. К нему приходили отовсюду многие иноки и мирские благородные люди, иные для пользы душевной, другие – требуя разъяснения какого-либо места Писания. Даже митрополит всея Руси Фотий по временам присылал к нему с просьбой дать объяснение непонятному изречению Священного Писания, о котором был у него с кем-либо спор».
Согласно одной из легенд, один из иноков обители пытался с целью наживы похитить из кельи Варсонофия книги (тогда они стоили очень дорого), но упал замертво у выхода, когда пытался их вынести. Преподобный, при помощи молитв сумел вернуть заблудшего к жизни и после этого воскрешенный до конца жизни верой и правдой служил обители и её игумену.
Уже перед самой смертью Варсонофий вернулся в Саввин монастырь к своему другу Савве, где и умер в середине XIII века.
Память преподобного Варсонофия празднуется 2 марта и с Собором тверских святых.